# 石動 (新潟市東区)
石動（いするぎ）は、新潟県新潟市東区の町字。郵便番号は950-0805。

## 概要
1889年（明治22年）から現在の大字。阿賀野川下流左岸に位置する。もとは鎌倉時代から1889年（明治22年）まであった石動新田の区域の一部。

### 隣接する町字
北から東回り順に、以下の町字と隣接する。
- 海老ヶ瀬
- 柳ヶ丘
- 本所
- 岡山
- 大形本町

## 歴史
口碑では1335年（建武2年）に加賀大聖寺の落武者が開発したといい、また、1597年（慶長3年）に溝口秀勝が新発田移封の際、旧領の加賀大聖寺から農民が移住して開発したともいわれる。
1889年（明治22年）に日本岡村の大字となり、1943年（昭和18年）に新潟市と合併するまで石動新田と称した。

### 年表
- 1889年（明治22年）4月1日 : 合併により日本岡村の大字となる。
- 1901年（明治34年）11月1日 : 合併により大形村の大字となる。
- 1943年（昭和18年）6月1日 : 合併により新潟市の大字となる。
- 2007年（平成19年）4月1日 : 新潟市の政令指定都市移行により、東区の大字となる。

## 世帯数と人口
2018年（平成30年）1月31日現在の世帯数と人口は以下の通りである。
| 大字 | 世帯数 | 人口 |
| ---- | ------ | ---- |
| 石動 | -      | 21人 |

## 小・中学校の学区
市立小・中学校に通う場合、学区は以下の通りとなる。
| 番地 | 小学校             | 中学校             |
| ---- | ------------------ | ------------------ |
| 全域 | 新潟市立大形小学校 | 新潟市立大形中学校 |

## 交通
- 新潟県道290号曽野木一日市線